# أسراك (أهل تفنوت)
أسراك هي إحدى مشيخات المملكة المغربية، تتبع جغرافيا لإقليم تارودانت وإداريًا لأهل تفنوت. يقدر عدد سكانها بـ 3448 نسمة حسب الإحصاء الرسمي للسكان والسكنى لسنة 2004.